# Maciej Chojnacki
Maciej Chojnacki (Częstochowa, 16 dicembre 1942 – 21 gennaio 2024) è stato un cestista polacco.

## Carriera
Con la Polonia disputò i Campionati europei del 1967.